# Hans Erik Engqvist
Hans Erik Engqvist, född 2 mars 1934 i Åmål, död 18 januari 2019, var en svensk författare som skrev drygt trettio böcker, mestadels ungdomsböcker.

## Författarskap
Flera av Engqvists böcker handlar om den dalsländska orten Bråberga (insprirerad av verklighetens Brålanda) och fotbollslaget Bråberga IF. Hans historiska ungdomsroman Ge igen! utspelar sig 1905 och handlar om arbetarnas kamp för att organisera sig. En romantrilogi (Backstusittarna, Den yttersta hämnden och Den yttersta dagen) handlar återigen om de rikas förtryck av de fattiga, men utspelas under 1800-talet. I Evald, Busse Bus och jag med flera uppföljare heter jagberättaren Hans Erik och historien verkar ha självbiografisk bakgrund från hans uppväxt i Mellerud (ett par mil norr om Brålanda). Revanschmotivet är återkommande.
Engqvist var en av Sveriges mest lästa barn- och ungdomsboksförfattare och blev nominerad till Augustpriset för Tröja nummer 10.
Hans Erik Engqvist satt 1989–1997 på stol nr 8 i Svenska barnboksakademien.